# Oisy-le-Verger
Oisy-le-Verger è un comune francese di 1 200 abitanti situato nel dipartimento del Passo di Calais nella regione dell'Alta Francia.

## Storia

### Simboli
Lo stemma del comune si blasona:
Il comune ha ripreso nel 1994, su proposta degli Archives du Pas-de-Calais, lo stemma della famiglia De Tournay d'Assignies, signori del luogo nel XVII secolo.
Nel 1605 il territorio di Oisy divenne un possedimento di Antoine de Tournay e, tramite matrimonio, di Julien-Eustache d'Assignies, che, nel 1678, continuò a usare come simbolo i tre mezzi leoni della famiglia Tournay.

## Società

### Evoluzione demografica
Abitanti censiti